# Gunter Krää
Gunter Krää (* 20. Oktober 1948 in Augsburg) ist ein deutscher Regisseur und Autor. Er ist Mitglied im Bundesverband der Fernseh- und Filmregisseure in Deutschland.
Er war Regieassistent bei Rainer Werner Fassbinder, Eberhard Itzenplitz, Peter Schamoni, Andrzej Wajda und hat im Jahr 1985 an der Hochschule für Fernsehen und Film München seinen Regieabschluss gemacht. Gunter Krää war sowohl in den USA, Frankreich, Italien und Spanien als auch in Honduras, Ecuador, Mexico, Costa Rica und Thailand tätig. Sein bevorzugter Arbeitsbereich ist die Fernsehserie.
Im Jahr 1999 erhielt er für seine Regietätigkeit bei Schloss Einstein die Auszeichnung des Deutschen Kinder Film- und Fernsehfestivals, den Goldenen Spatz.

## Filmografie
| Titel                           | Zusatz                  | Genre                 |
| ------------------------------- | ----------------------- | --------------------- |
| Glückspilze – 'Das Los'         | -                       | Serie                 |
| Kontakt bitte                   | div Folgen u.Buch       | Serie                 |
| Liebesgeschichten SIAM          | u.Buch                  | TV                    |
| Der doppelte Rückwärts          | -                       | TV                    |
| Kanalratten                     | -                       | TV                    |
| Mein Bruder                     | -                       | TV                    |
| Ich bin ich                     | -                       | TV                    |
| Der Inder Ferdinand             | u. Buch                 | TV                    |
| Nur ein paar Fische             | u. Buch                 | TV                    |
| Die Länder Spaniens             | u. Buch                 | Dokumentation         |
| New England                     | u. Buch                 | Dokumentation         |
| High tech und lumiere du monde  | u. Buch                 | Dokumentation         |
| Gute Zeiten, schlechte Zeiten   | 50 Folgen               | Serie / MAZ, RTL      |
| Marienhof                       | 200 Folgen              | Serie / MAZ, ARD      |
| ...alphateam....                | 40 Folgen               | Serie, Sat1           |
| Schloss Einstein                | Formataufbau, 12 Folgen | Serie, ARD, ZDF, KiKa |
| Herzschlag – Das Ärzteteam Nord | Formataufbau, 4 Folgen  | Serie, ZDF            |
| Sommer und Bolten               | Formataufbau, 4 Folgen  | Serie, ZDF            |
| Forsthaus Falkenau              | 8 Folgen                | Serie, ZDF            |
| Für alle Fälle Stefanie         | 12 Folgen               | Serie, Sat1           |
| Der Landarzt                    | 24 Folgen               | Serie, ZDF            |
| Die Rosenheim-Cops              | 88 Folgen               | Serie, ZDF            |
| Inga Lindström                  | 2 Filme                 | Fernsehspiel, ZDF     |